# Syndesmogenus leleupi
Syndesmogenus leleupi är en mångfotingart som beskrevs av Carl Graf Attems 1953. Syndesmogenus leleupi ingår i släktet Syndesmogenus och familjen Odontopygidae. Inga underarter finns listade i Catalogue of Life.